# بطولة الياسمين المفتوحة 2022
بطولة الياسمين المفتوحة 2022 وهي النسخة الأولى من بطولة الياسمين المفتوحة. تعتبر البطولة جزءًا من تقويم رابطة محترفات التنس. تقام البطولة في نادي التنس بالمنستير على الملاعب الصلبة في الفترة من 3 إلى 9 أكتوبر 2022. كانت البطولة مدعومة بقيمة 251،750 دولارًا، تنتمي إلى تصنيف 250 نقطة. المصنفة الثانية عالميا التونسية أنس جابر اللاعبة الأعلى تصنيفا في فئة الفردي. بصفتها آخر مشارك مباشر في مباراة الفردي، دخلت اللاعبة المصنفة 90 كاميلا راخيموفا.
تمت إضافة بطولة الياسمين المفتوحة إلى الأسبوع الأربعين من الموسم في مايو 2022 بعد إلغاء أحداث رابطة محترفات التنس في الصين بسبب الجدل حول الاعتداء الجنسي على اللاعبة بينغ شواي واختفائها. نتيجة للغزو الروسي لأوكرانيا في نهاية فبراير 2022، قررت كل من رابطة محترفي التنس، رابطة محترفات التنس والاتحاد الدولي لكرة المضرب في بطولات جراند سلام أن لاعبي التنس الروس والبيلاروسيين يمكنهم الدخول في المنافسات، ولكن ليس تحت أعلام روسيا وبيلاروسيا حتى إشعار آخر.
فازت البلجيكية اليسي ميرتنز بلقبها الفردي السابع في المنافسات رابطة محترفات التنس. سيطرت على الزوجي كل من الفرنسية كريستينا ملادينوفيتش والتشيكية كاترينا سينياكوفا وفازتا بالبطولة في أول مشاركة زوجية لهما.

## الأبطال

### فردي
| السنة | البطل        | الوصيف      | النتيجة  |
| ----- | ------------ | ----------- | -------- |
| 2022  | اليسي ميرتنز | أليز كورنيه | 6–2، 6–0 |

### زوجي
| السنة | البطل                                  | الوصيف                  | النتيجة  |
| ----- | -------------------------------------- | ----------------------- | -------- |
| 2022  | كريستينا ملادينوفيتش كاترينا سينياكوفا | ميو كاتو أنجيلا كوليكوف | 6–2، 6–0 |